# Р. Л. Стајн
Роберт Лоренс Стајн (енгл. Robert Lawrence Stine; Коламбус, 8. октобар 1943) амерички је књижевник, телевизијски продуцент, сценариста и извршни монтажер.
Често називан „Стивеном Кингом књижевности за децу”, аутор је стотина хорор романа, као што је Грозомора. Од 2008. године, Стајнове књиге су продате у преко 400 милиона примерака.

## Детињство и младост
Рођен је 8. октобра 1943. године у Коламбусу, у Охају, а одрастао у Бекслију. Син је службеника за отпрему Луиса Стајна и Ен Фајнстајн. Долази из јеврејске породице. Почео је да пише са девет година, када је пронашао писаћу машину на свом тавану, након чега је почео да куца приче и књиге шала. Према документарцу Tales from the Crypt: From Comic Books to Television,  рекао је да се сећа да је читао популарне стрипове Tales from the Crypt када је био млад, те их навео као једну од својих инспирација. Дипломирао је енглески језик 1965. године на Државном универзитету Охаја. Током студија је уређивао часопис The Sundial. Касније се преселио у Њујорк како би наставио своју каријеру.